# Castrillo de la Guareña
Castrillo de la Guareña es un municipio  español de la provincia de Zamora, en la comunidad autónoma de Castilla y León.

## Geografía
Integrado en la comarca de La Guareña, se sitúa a 53 kilómetros de la capital zamorana. El término municipal está atravesado por la Autovía de Castilla A-62 entre los pK 193 y 199, además de por la carretera de Burgos a Portugal por Salamanca N-620, alternativa convencional a la anterior, y por la carretera local ZA-V-2107, que permite la comunicación con Fuentelapeña.
El relieve del territorio es predominantemente llano, estando caracterizado por la depresión del río Guareña, que cruza el municipio de este a norte. En las zonas más alejadas del río existen algunas elevaciones aisladas dispersas. La altitud oscila entre los 834 metros al noreste (cerro Valhondo) y los 717 metros a orillas del río. El pueblo se alza a 751 metros sobre el nivel del mar. 
| Noroeste: Fuentelapeña y Vadillo de la Guareña | Norte: Vadillo de la Guareña | Noreste: Torrecilla de la Orden (Valladolid) |
| Oeste: Fuentelapeña                            |                              | Este: Torrecilla de la Orden (Valladolid)    |
| Suroeste: Fuentelapeña                         | Sur: Cañizal                 | Sureste: Torrecilla de la Orden (Valladolid) |

### Clima
Cuenta con un clima mediterráneo continental, caracterizado por inviernos fríos y veranos calurosos con un gradiente térmico elevado entre el día y la noche.

## Historia
Los primeros vestigios de poblamiento son los encontrados en el yacimiento de «El Coto» y se han adscrito al periodo Calcolitico. Justo frente a él, controlando otro de los pasos naturales al valle, está el yacimiento del paraje de la «Cuesta el Pico», en el que existe un yacimiento de la Primera Edad del Hierro. Este último ha sido documentado mediante técnicas de prospección que han proporcionado numerosos y variados materiales cerámicos, así como restos óseos, líticos y algunos restos metálicos que en principio permiten su adscripción a la facies cultural Soto de Medinilla. La importancia de este yacimiento descansa en su ubicación como estación intermedia entre los importantes yacimientos coetáneos de «La Mota» en Medina del Campo y el cerro de San Vicente en Salamanca, con los que guarda relación tanto espacial, como material y cultural.
Varios son los lugares que evidencian en Castrillo su poblamiento en la época romana. Hasta la fecha se han señalado los pagos de «El Retamal» o la «Tierra de la Encina», así como en la margen derecha del río Guareña, a unos 600 metros río a arriba desde el pueblo, se han encontrado evidencias de un despoblado romano y junto al río restos de una construcción que pudieron ser los estribos de un viejo puente, tal vez romano. En todos ellos se han encontrado restos de tégulas, cerámica vulgar romana y fragmentos de sigilata.
En el año 1116 la reina Urraca I de León cedió Vadillo de la Guareña a la Orden de San Juan, entonces denominado Castrillo de Villavite, permaneciendo posteriormente bajo dominio de la orden sanjuanista.
En la Edad Moderna, Castrillo fue una de las localidades integradas en la provincia de Toro, en la que se mantuvo hasta la desaparición de ésta a inicios del siglo XIX.
Ya en el siglo XIX, durante la Guerra de la Independencia, Castrillo fue incendiado por las tropas francesas.
Con la creación de las actuales provincias en la división provincial de 1833, Castrillo quedó encuadrado en la provincia de Zamora, dentro de la Región Leonesa, la cual, como todas las regiones españolas de la época, carecía de competencias administrativas. Tras la constitución de 1978, este municipio pasó a formar parte en 1983 de la comunidad autónoma de Castilla y León, junto con el resto de municipios de la provincia de Zamora.

## Demografía
Cuenta con una población de 118 habitantes (INE 2024).
| Gráfica de evolución demográfica de Castrillo de la Guareña entre 1842 y 2021                                                                                  |
| |
| Población de derecho según los censos de población del INE Población de hecho según los censos de población del INEEn este censo se denominaba Castrillo: 1842 |

## Comunicaciones
- A-62 o autovía de Castilla.
- N-620 o carretera de Burgos a Portugal por Salamanca.
- ZA-V-2107 que une el municipio con Fuentelapeña.

## Símbolos

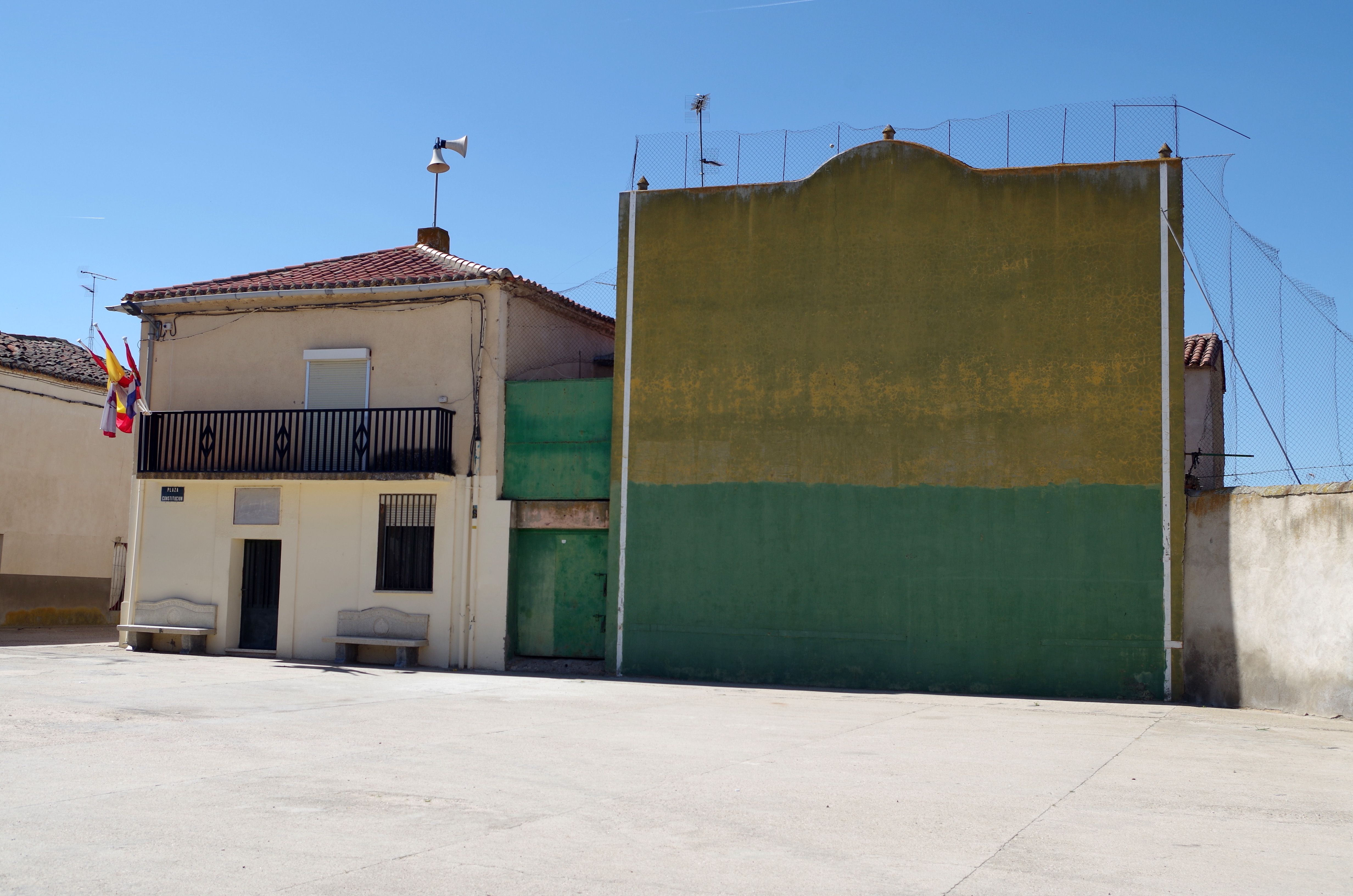
Casa consistorial y frontón

El pleno del ayuntamiento de Castrillo de la Guareña, acordó aprobar el escudo heráldico y bandera municipal con arreglo a la siguiente descripción:
- Escudo: de gules, castillo de oro, mazonado de sable y aclarado de azur, acompañado de dos ramos de uvas de oro, en punta ondas de plata y azur. Al timbre corona real cerrada.
- Bandera: rectangular de proporciones 2:3, formada por tres franjas horizontales en proporciones 2/3, 1/6 y 1/6, siendo la superior roja con un castillo amarillo, blanca la intermedia y azul la inferior.

## Cultura

### Patrimonio
- Iglesia parroquial de San Juan Bautista: es de nueva edificación -inaugurada en 1965-, construida en ladrillo de pequeño tamaño y corte modernista. Además de la imagen titular del XVII de San Juan Bautista, se conserva de la antigua iglesia una excelente imagen de Virgen con niño Jesús en brazos, del siglo XVI bellamente policromada.
- Ermita del Cristo de la Salud: construida en ladrillo, aunque parcialmente encalada en blanco, parece haber sufrido también una fortísima reforma. Guarda sin embargo un crucifijo de tamaño casi natural, de transición del siglo XIV. La cara y los pliegues remiten al gótico, y además de hermoso según la tradición local es un Cristo con propiedades curativas para quien acude con fe.
- Otros lugares de interés: un paseo por la localidad permite descubrir también casas de 1800, y algunos escudos heráldicos junto a restos de la arquitectura tradicional de adobe y barro, bonita rejería y decoración floral en balcones o pequeños parques.

### Fiestas
A principios del mes de agosto se celebran las fiestas patronales en honor a San Lorenzo, con encierros y espectáculos taurinos -destacando los que se celebran en el campo- y a los que añadir actividades deportivas, conciertos lúdicos y celebraciones religiosas integradas en el programa.
En febrero hay fiestas de Águedas durante tres días, y en mayo los quintos mantienen la tradición del mayo, esto es, plantar un árbol cortado simbólico en la plaza, aunque curiosamente lo hacen el día 15, y no el 1 como es habitual. Además, a partir del 16 se celebra la Romería del Cristo de la Salud, una fiesta más íntima que las de verano, con una cofradía antigua -más de 200 años- que mantiene el rito de la procesión y la subasta en torno a la venerada imagen de este Cristo a quién se le atribuyen curaciones milagrosas.